# Page, North Dakota
Page är en ort i Cass County i North Dakota. Vid 2010 års folkräkning hade Page 232 invånare.